# 20-та ракетна бригада (РФ)
20-та гвардійська ракетна Берлінська двічі Червонопрапорна бригада — ракетне з'єднання Сухопутних військ Збройних сил Російської Федерації. Бригада дислокується у місті Уссурійськ Приморського краю.
Умовне найменування — Військова частина № 92088 (в/ч 92088). Скорочена найменування — 20-а гв. рбр.
З'єднання перебуває у 5-й загальновійськовій армії Східного військового округу.

## Історія
Первинно з'єднання звалося 20-а гвардійська важка мінометна бригада (20-я гв. мінбр), що була створена 19 грудня 1942 року. У неї на озброєнні стояли реактивні системи залпового вогню 300-мм БМ-31-12. 8 липня 1943 року бригада стала гвардійської.
20-я гв. мінбр брала участь у німецько-радянській війні та радянсько-японській війні, де входила у 5-ту армію.
11 липня 1945 року за бойові відзнаки проявлені в ході штурму Берліна бригаді присвоєно найменування «Берлінська». Вогневому нальоту бригадних РСЗВ зазнали райони аеропорту Темпельхоф, парку Тіргартен, Анхальтського і Потсдамського вокзалів, а також центр німецької столиці.
Після закінчення війни з'єднання продовжило перебувати в складі 5-ї армії Далекосхідного військового округу і дислокувалася в селищі Роздольне до 1964 року, після чого передислокована до м Спаськ-Дальній з переформуванням на ракетну бригаду зі збереженням усіх відзнак, історичного формуляра, бойової слави і номера.

## Озброєння
На озброєнні бригади з 2016 року перебуває оперативно-тактичний ракетний комплекс 9К720 «Іскандер-М» (12 СПУ). Раніше, з 1964 року на озброєнні бригади стояли оперативно-тактичні ракетні комплекси 9К72 «Ельбрус» з дальністю вогню до 300 кілометрів та з 1998 року 9К79 «Точка-У» з дальністю удару до 120 кілометрів..